# Liste des édifices labellisés « Maisons des Illustres » hors de France
Cet article recense les édifices possédant le label « Maisons des Illustres » hors de France.
Au début 2024, cinq édifices situés dans un autre pays que la France étaient labellisés.

## Liste
| Édifice                      | Personnalité                            | Pays        | Lieu                           | Référence | Coordonnées                   | Photo |
| ---------------------------- | --------------------------------------- | ----------- | ------------------------------ | --------- | ----------------------------- | ----- |
| Maison natale de Lu Xun (en) | Lu Xun                                  | Chine       | Shaoxing                       | MI228B    | 31° 16′ 10″ N, 121° 29′ 01″ E |       |
| Petite Plaisance             | Marguerite Yourcenar                    | États-Unis  | Northeast Harbor, Maine        | MI196     | 44° 17′ 24″ N, 68° 17′ 19″ O  |       |
| Degas House (it)             | Edgar Degas                             | États-Unis  | La Nouvelle-Orléans, Louisiane | MI235     | 29° 58′ 29″ N, 90° 04′ 31″ O  |       |
| Jardin Majorelle             | Jacques Majorelle et Yves Saint Laurent | Maroc       | Marrakech                      | MI227     | 31° 38′ 29″ N, 8° 00′ 10″ O   |       |
| Hauteville House             | Victor Hugo                             | Royaume-Uni | Saint-Pierre-Port              | MI159     | 49° 27′ 05″ N, 2° 32′ 16″ O   |       |